# Severin Løvenskiold (1743-1818)
 Der er flere personer med dette navn, se Severin Løvenskiold (flertydig).
Severin Løvenskiold (også Søren eller Søfren) (født 20. marts 1743 i Borgestad, død 25. november 1818 i Porsgrund) var en norsk jernværks- og godsejer med titel af kammerherre, som ejede bl.a. Fossum Jernværk i Gjerpen og Bolvik i Solum. Han var bror til Herman Leopoldus Løvenskiold.
Severin Løvenskiold var søn af kancelliråd Herman Løvenskiold (1701-1759) (født Leopoldus og med adelsnavn Løvenskiold fra 1739), som ejede Fossum, og Margrethe født Deichmann.
Han blev 1758 fændrik i sjællandske gevorbne Infanteriregiment og 1760 sekondløjtnant. Han gik på Sorø Akademi, hvor han 1761 holdt festtalen på Akademiets stiftelsesdag. 1762 tog han afsked fra Hæren og blev hofjunker, 1770 kammerjunker og 1779 kammerherre.

## Familie
Han var gift med Benedicte Henrica Aall (21. januar 1756 – 21. august 1813) fra Porsgrund.
Der eksisterer flere malede portrætter af Severin og ægtefællen i familiens eje.
Severin og Benedicte Henrica var forældre til blandt andre:
- Statholder Severin Løvenskiold (1777–1856), som ejede Fossum og var gift med den danske Sophie Hedevig komtesse Knuth
- Amtmand og kancellideputeret Herman Løvenskiold (1783-1825)
- Forst- og jagtjunker Niels Aall Løvenskiold (1789-1883), som ejede Bolvik og var gift Anne Zacharine Paus fra Skien
- Postmester, stortingsrepræsentant og kammerherre Frederik Michael Frantz Wilhelm Løvenskiold (1790-1869) (almindeligvis kaldt "Fritz"), som ejede Rafnes og var gift med dagbogsforfatteren Maren Fransisca Paus, som var søster til Anne Zacharine
- E.S.M. Henriette Løvenskiold (1796-1876) som var gift med jernværksejer Diderik von Cappelen (1796-1866), Holden Hovedgård, Ulefos, og de var forældre til maleren August Cappelen.

Det findes i dag en lang række efterkommere fra disse, og efterkommerne har mange forskellige slægtsnavne.

## Virksomhed og ejendomme
Severin Løvenskiold drev en omfattende jernværks-, skov- og trælastvirksomhed i Grenlandsområdet i Telemark fra sin bygård i Porsgrund og centreret omkring ejendommene Fossum og Bolvik. Han købte i 1782 også gården Rafnes i Bamble, sammen med kammerjunker Jacob Løvenskiold, en af hans nevøer. Rafnes blev udbygget som herregård og senere overtaget af Severins søn, ovennævnte Fritz.
Severin Løvenskiold købte efter 1787 Kjølnes gård i Porsgrund, som familien brugte som sommerbolig. Gården blev overtaget af sønnerne Niels og Fritz, som solgte den til svogeren Christian Paus i 1816. Christian Paus havde en søn, som hed Severin (Johan Jacob) Paus, som var læge og overtog Kjølnes.
Stederne «Kammerherregården» og «Kammerherreløkka» i Porsgrund er opkaldt efter Severin Løvenskiold, som havde sit byhus der.